# توان پنجم (جبر)
در حساب و جبر، توان پنجم یک عدد مثل {\displaystyle n} (به انگلیسی: Fifth power) حاصل‌ضرب پنج نمونه از {\displaystyle n} در یکدیگر است:
{\displaystyle n^{5}=n\cdot n\cdot n\cdot n\cdot n}
توان‌های پنجم همچنین از ضرب یک عدد در توان چهارم یا مربع یک عدد در توان سوم آن تشکیل می‌شوند.
دنبالهٔ توان‌های پنجم اعداد صحیح، به‌صورت زیر است:
۰، ۱، ۳۲، ۲۴۳، ۱۰۲۴، ۳۱۲۵، ۷۷۷۶، ۱۶۸۰۷، ۳۲۷۶۸، ۵۹۰۴۹، ۱۰۰۰۰۰، ۱۶۱۰۵۱، ۲۴۸۸۳۲، ۳۷۱۲۹۳، ۵۳۷۸۲۴، ۷۵۹۳۷۵، ۱۰۴۸۵۷۶، ۱۴۱۹۸۵۷، ۱۸۸۹۵۶۸، ۱۴۱۹۸۵۷، ۱۸۸۹۵۶۸، ۲۴۷۶۰۹۹، ۳۲۰۰۰۰۰، ۴۰۸۴۱۰۱، ۵۱۵۳۶۳۲، ۶۴۳۶۳۴۳، ۷۹۶۲۶۲۴، ۷۹۶۲۶۲۴، ۹۷۶۵۶۲۵، … (دنباله A000584 در OEIS)

## خاصیت‌ها
برای هر عدد صحیح {\displaystyle n}، آخرین رقم {\displaystyle n^{5}} با آخرین رقم {\displaystyle n}، یکسان است.
طبق قضیهٔ آبل-روفینی، هیچ فرمول جبریِ عمومی‌ای (فرمولی که بر حسب عبارات دارای رادیکال بیان شود) برای حل معادلات چند جمله‌ای حاوی توان پنجم مجهول به عنوان بالاترین توان آن‌ها، وجود ندارد. این کم‌ترین توانی است که برای آن صادق است.